# العلاقات الكورية الشمالية الهايتية
العلاقات الكورية الشمالية الهايتية هي العلاقات الثنائية التي تجمع بين كوريا الشمالية وهايتي.

## مقارنة بين البلدين
هذه مقارنة عامة ومرجعية للدولتين:
| وجه المقارنة                                              | كوريا الشمالية                        | هايتي                                |
| --------------------------------------------------------- | ------------------------------------- | ------------------------------------ |
| المساحة (كم2)                                             | 120.54 ألف                            | 27.75 ألف                            |
| عدد السكان (نسمة)                                         | 25.49 مليون                           | 10.98 مليون                          |
| الكثافة السكانية (ن./كم²)                                 | 211.47                                | 395.68                               |
| العاصمة                                                   | بيونغيانغ                             | بورت أو برانس                        |
| اللغة الرسمية                                             | لغة كوريا الشمالية القياسية ‏          | لغة فرنسية، اللغة الكريولية الهايتية |
| العملة                                                    | وون كوري شمالي                        | جوردة هايتية                         |
| الناتج المحلي الإجمالي (بليون دولار)                      |                                       | 8.41 مليار                           |
| الناتج المحلي الإجمالي (تعادل القوة الشرائية) بليون دولار |                                       | 18.82 مليار                          |
| الناتج المحلي الإجمالي الاسمي للفرد دولار أمريكي          |                                       | 818                                  |
| الناتج المحلي الإجمالي للفرد دولار أمريكي                 |                                       | 1.73 ألف                             |
| مؤشر التنمية البشرية                                      |                                       | 0.483                                |
| رمز المكالمات الدولي                                      | +850                                  | +509                                 |
| رمز الإنترنت                                              | .kp                                   | .ht                                  |
| المنطقة الزمنية                                           | ت ع م+08:30، ت ع م+08:30، ت ع م+09:00 | 00                                   |

## منظمات دولية مشتركة
يشترك البلدان في عضوية مجموعة من المنظمات الدولية، منها:
| علم المنظمة | اسم المنظمة              | تاريخ انضمام كوريا الشمالية | تاريخ انضمام هايتي |
| ----------- | ------------------------ | --------------------------- | ------------------ |
|             | الأمم المتحدة            | 17 سبتمبر 1991              | 24 أكتوبر 1945     |
|             | الاتحاد الدولي للاتصالات | ?                           | 10 أكتوبر 1927     |
|             | الاتحاد البريدي العالمي  | ?                           | ?                  |
|             | يونسكو                   | 18 أكتوبر 1974              | 18 نوفمبر 1946     |

## وصلات خارجية
- موقع وزارة الخارجية الكورية الشمالية
- موقع وزارة الخارجية الهايتية